# Leptogaster carolinensis
Leptogaster carolinensis là một loài ruồi trong họ Asilidae. Leptogaster carolinensis được Schiner miêu tả năm 1866.